# 圣巴斯弟盎圣殿 (阿奇雷亚莱)
37°36′41.4″N 15°09′55.7″E / 37.611500°N 15.165472°E

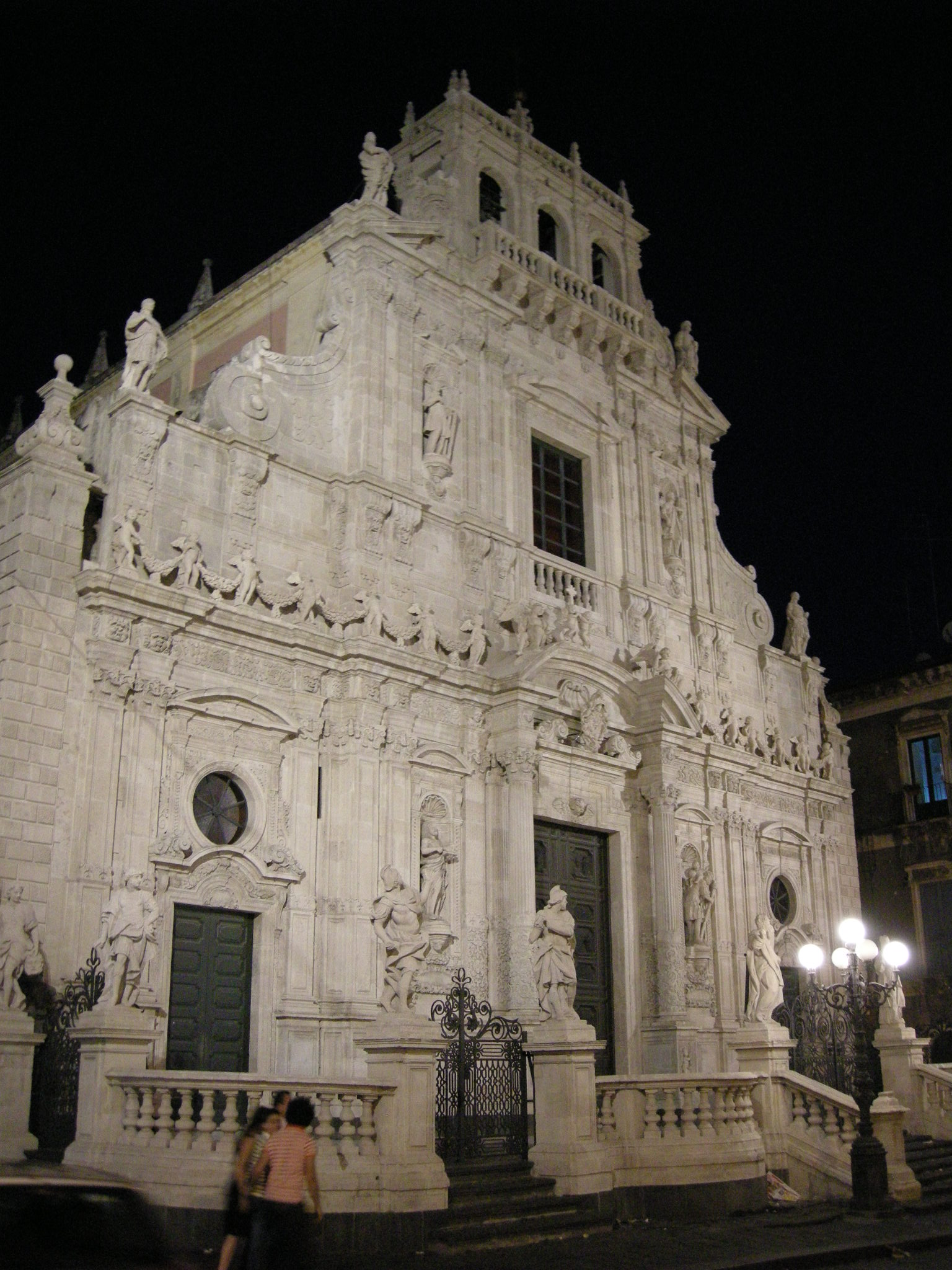
圣巴斯弟盎圣殿

圣巴斯弟盎圣殿（Basilica collegiata di San Sebastiano）是一座罗马天主教宗座圣殿，位于意大利阿奇雷亚莱，被列为意大利国家古迹。
该堂建于1609年-1644年，供奉圣巴斯弟盎。 1705年。1693年地震后修复。巴洛克建筑。

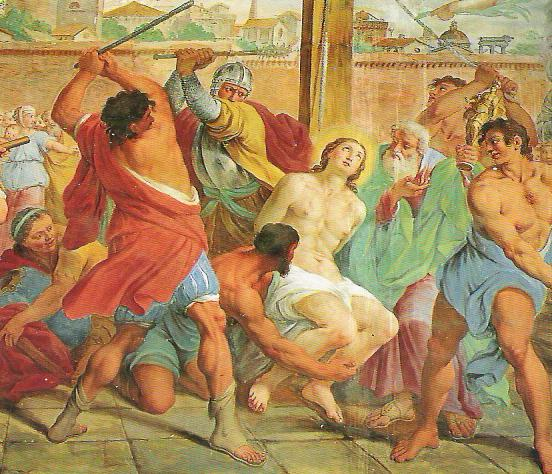
Martirio di San Sebastiano